# Onder professoren
Onder professoren is de negende roman van de Nederlandse schrijver Willem Frederik Hermans, gepubliceerd in september 1975. Roef Dingelam is chemicus aan de universiteit van Groningen als hem de Nobelprijs voor Scheikunde wordt toegekend.

## Inhoud
Hermans' sleutelroman speelt zich af in een dorp ten zuiden van de stad Groningen, Haren. Alles heet net even anders, maar is toch heel herkenbaar. De hoogleraar chemie Rufus Dingelam, inmiddels wat uitgeblust en saai, wint opeens de Nobelprijs voor zijn synthese, tientallen jaren eerder, van een stof, die behalve in wasmiddelen ook in potentieverhogende geneesmiddelen wordt gebruikt. Het kleine noordelijke academische wereldje is in rep en roer. Op de achtergrond is een studentenprotest gaande. Het laboratoriumcomplex Modderpoel heette in werkelijkheid Paddepoel, nu Zernikecomplex genoemd. Vele in het boek voorkomende hoogleraren zijn geduid als bestaande personen:
- Econoom Jan Pen, een huisvriend van de Hermansen, herkende zich in Tabe Pap.
- Achter Ajold Ongering ("Plofje de Olifant") gaat de polemoloog Bert Röling schuil.
- Historicus  Andreas Ballingh (redacteur van het veeldelige populairwetenschappelijke prachtwerk Ons Koninkrijk en de Tweede Wereldoorlog) is een combinatie van Lou de Jong en de socioloog Pieter Jan Bouman. Citaten van Ballingh zijn letterlijke aanhalingen uit het oeuvre van de historicus Ger Harmsen.
- Dingelams grootste vijand, prof. drs. Knellis Tamstra, is de sociaalgeograaf Robert Tamsma (met wie Hermans het geregeld aan de stok had).
- Professor Karelsen stond voor criminoloog en publicist J.B. Charles.
- Criminologe Evariste Dumortier is de schrijfster en rechtsgeleerde Andreas Burnier.
- De persoon prof.dr. H.J. Koning, vroegere baas van Dingelam, is gebaseerd op de sociaalgeograaf Hendrik Jacob Keuning.
- Professor Stavinga van de Groninger theologische faculteit is de theoloog Theo van Baaren.[2]

De belevenissen van de hoogleraren worden vooral geschetst in termen van kneuterigheid, ze worden neergezet als mensen die zich vooral met onbenullige kleinigheden bezighouden:
- Ongering leest af en toe stiekem in de Playboy in zijn la en heeft in het geheim een oogje op Gonnie, de vrouw van een collega.
- Student Lucas houdt zich vooral bezig met demonstreren en de grootte van zijn geluidsboxen, waarop hij uitsluitend zeer saaie muziek van een enkel gitaarakkoord speelt.[3]
- In een intermezzo gaat een aantal hoogleraren 's avonds een keer naar een provinciale seksclub.

Volgens sommige critici vormde de eerdere roman De koekoek in de klok (1969) van Judicus Verstegen over de Universiteit van Amsterdam de inspiratie voor Onder Professoren, omdat veel motieven overeenkomen. De koekoek in de klok moest uit de handel worden genomen vanwege een aanklacht van smaad door een Amsterdamse professor, Hermans' roman gaat vergezeld van een expliciete verklaring van een "Prof. Dr. B.J.O. Zomerplaag, hoogleraar in de vergelijkende literatuurwetenschap aan de Rijksuniversiteit te Groningen" dat alle overeenkomsten in het boek met de werkelijkheid op toeval berusten.

### Documentaire
- Andere tijden (seizoen 2002-2003, coproductie NTR en VPRO) over zijn tijd bij de Groninger universiteit; op Geschiedenis 24 (tekst); (beeld). Geraadpleegd 14-10-2013.